# 長浜藩
長浜藩（ながはまはん）は、近江国坂田郡長浜に存在した藩。藩庁は長浜城（現在の滋賀県長浜市公園町）に置かれた。

## 藩史
長浜の地は、元は今浜と呼ばれていたが、羽柴秀吉が織田信長から浅井氏の旧領を与えられた際に、信長の一字を取って地名を長浜と改めた。秀吉の後は柴田勝豊や山内一豊、石田三成らが治めた。
関ヶ原の戦い後の慶長11年（1606年）、豊臣家の動静を監視するために内藤信成が駿河国府中から移封されて長浜藩が立藩した。なお、転封にあたり長浜城の修築費として江戸幕府より白銀5千枚を与えられた。
子の信正の代の元和元年（1615年）、より大坂に近い摂津国高槻へ転封となり、長浜藩は廃藩となった。

## 歴代藩主
内藤家
譜代。4万石。
1. 信成（のぶなり）〈従五位下、豊前守〉
2. 信正（のぶまさ）〈従五位下、紀伊守〉